# Norra Långevattnet
Norra Långevattnet är en sjö i Mölndals kommun i Västergötland och ingår i Göta älvs huvudavrinningsområde. Sjön är 6,5 meter djup, har en yta på 0,089 kvadratkilometer och befinner sig 35 meter över havet.

## Bilder

Norra Långevattnet
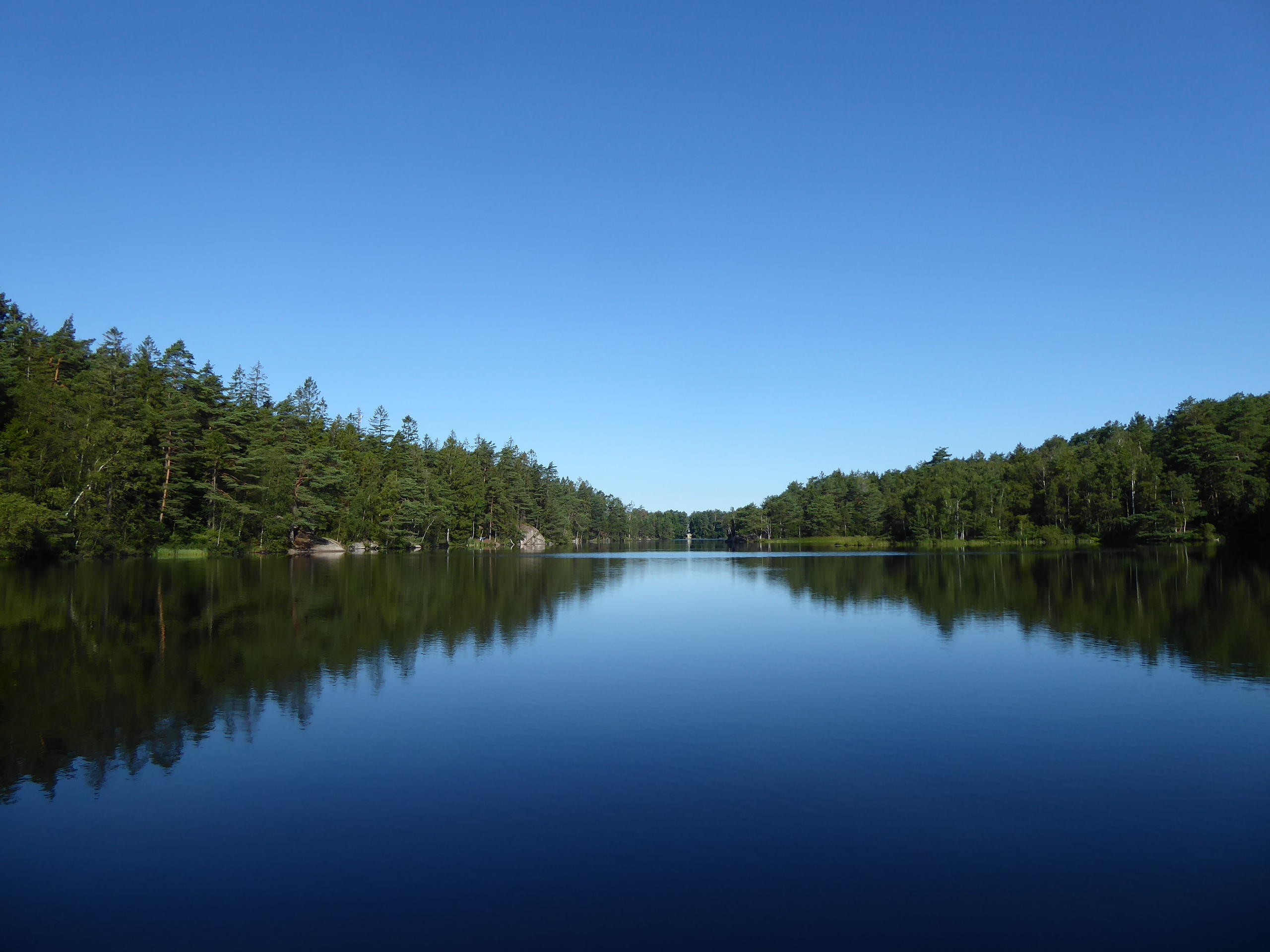
Norra Långevattnet söderifrån den 12 augusti 2022.
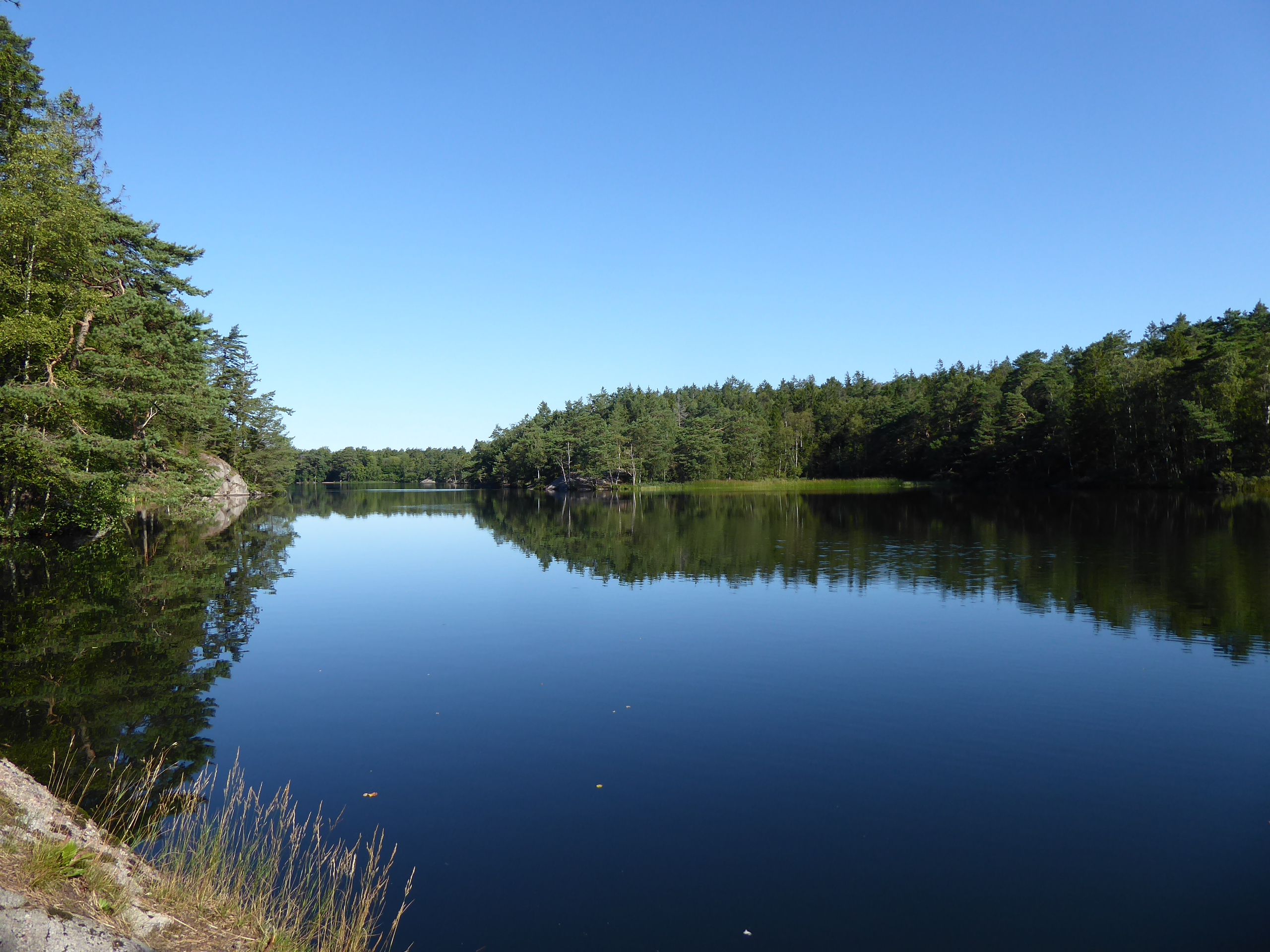
Norra Långevattnet från sydväst i riktning nordväst den 12 augusti 2022
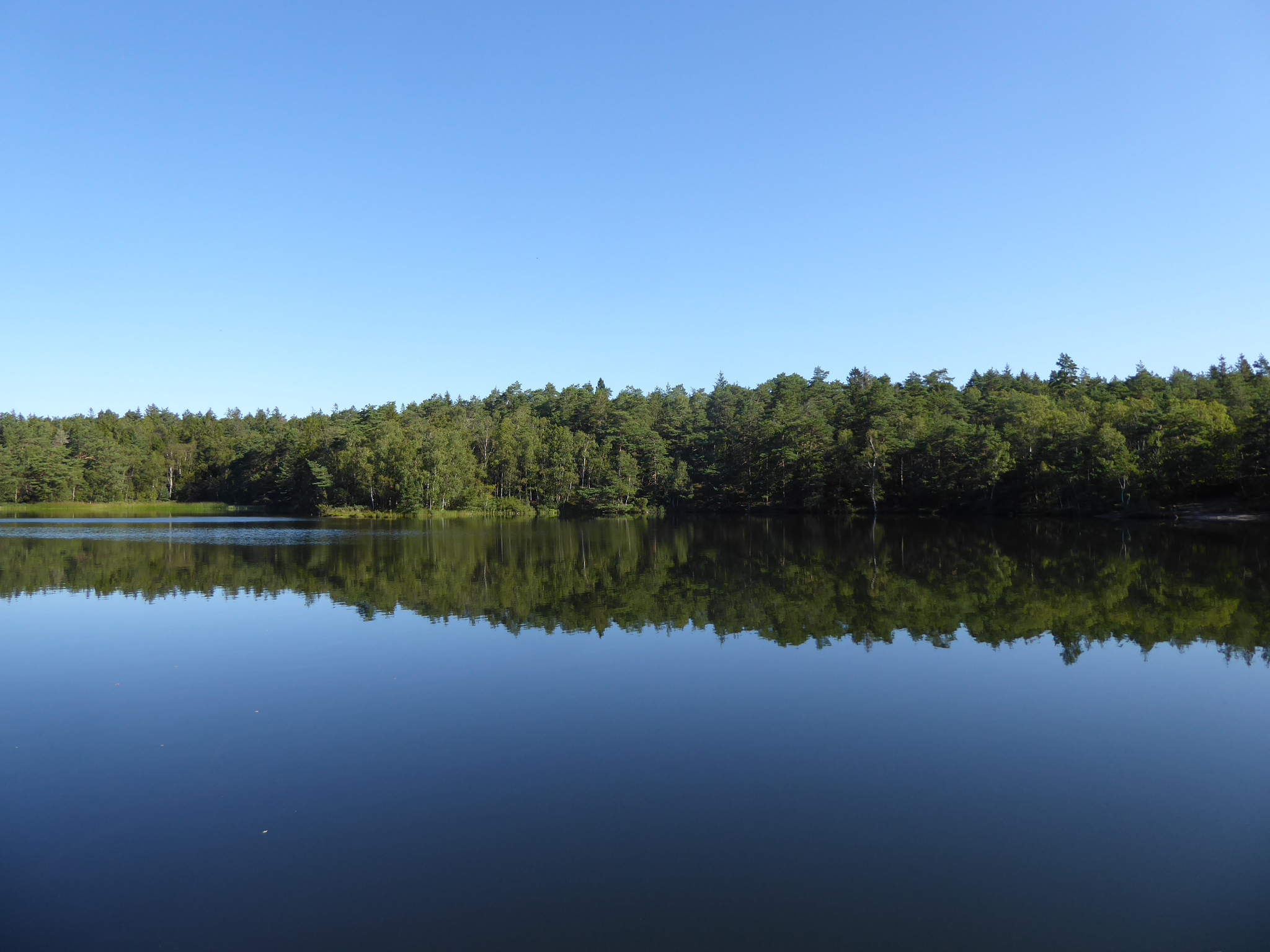
Norra Långevattnets östra strand den 12 augusti 2022.
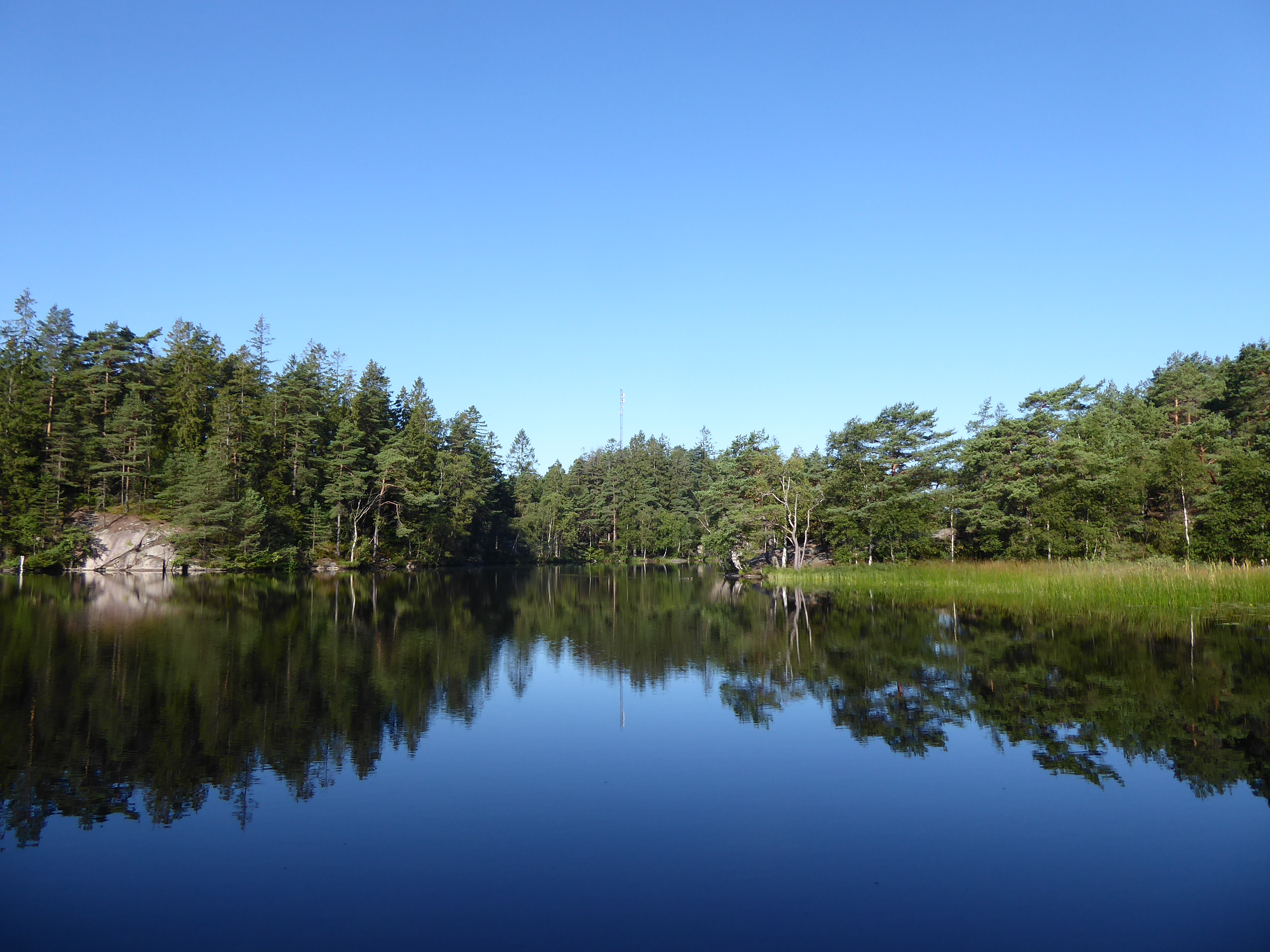
Norra Långevattnets västra strand den 12  augusti 2022